# Aniello Dellacroce
Aniello John Dellacroce, detto Neil (New York, 15 marzo 1914 – New York, 2 dicembre 1985), è stato un mafioso statunitense, noto per il suo ruolo di sottocapo della famiglia Gambino di New York. Ottenne questo ruolo quando Carlo Gambino decise di estromettere Joseph Biondo.
Dellacroce fu anche il mentore di John Gotti, che in seguito divenne il capo della famiglia Gambino.

## Biografia
Aniello John "Neil" Dellacroce nacque il 15 marzo 1914 a New York, figlio di Francesco e Antoinette Dellacroce, immigrati italiani di prima generazione. Crebbe nel quartiere di Little Italy, a Manhattan. Il soprannome "Neil" era una versione americanizzata del suo nome di battesimo, "Aniello". Aveva un fratello, Carmine, e sposò Lucille Riccardi, con la quale ebbe quattro figli.
Da giovane Dellacroce lavorò come aiutante in una macelleria, ma le scarse opportunità di carriera lo spinsero presto verso la criminalità. Fu arrestato una volta per furto minore. In quegli anni, era noto anche per i suoi travestimenti: a volte si aggirava per Manhattan vestito da prete, presentandosi come "Padre O'Neil" per depistare sia la polizia che i rivali. Secondo alcune voci, avrebbe addirittura commesso un omicidio indossando l'abito talare e, in alcune occasioni pubbliche, avrebbe usato un sosia per proteggersi.
Il nome Aniello Dellacroce, che suona come "agnello", contrastava con la sua fama: secondo un agente federale che lo conosceva bene, Dellacroce trovava piacere nell'uccidere e amava fissare negli occhi le sue vittime nel momento esatto della morte, come una sorta di angelo oscuro.

## Carriera criminale
Alla fine degli anni Trenta, Aniello Dellacroce entrò nella famiglia criminale Mangano, in seguito conosciuta come famiglia Gambino, e ben presto divenne stretto collaboratore del sottocapo Albert Anastasia. Dopo la morte del boss storico Vincent Mangano, Anastasia prese il comando e promosse Dellacroce al grado di caporegime. A causa della forma squadrata del suo volto, alcuni membri della famiglia lo soprannominarono "il Polacco", un nomignolo che però nessuno osava pronunciare in sua presenza. Dellacroce divenne in seguito il mentore del giovane John Gotti. Acquistò il Ravenite Social Club a Little Italy, che presto si trasformò in uno dei principali ritrovi della famiglia Gambino e nella sua base operativa.
Il 25 ottobre 1957 Anastasia fu assassinato a colpi di pistola mentre si trovava in un barbiere di Manhattan. Da quel momento, Carlo Gambino assunse il controllo della famiglia.
Nel 1965 Gambino destituì l'anziano Joseph Biondo dal ruolo di sottocapo e nominò Dellacroce come suo successore. Secondo le indagini della Commissione Knapp, che a partire dal 1970 esaminò la corruzione all'interno della polizia e di vari settori, Dellacroce e altri mafiosi avrebbero avuto interessi nei locali notturni riservati alla comunità omosessuale nel West Village di Manhattan.
Nel 1971 Dellacroce fu condannato a un anno di carcere per oltraggio alla corte, dopo essersi rifiutato di rispondere alle domande di un gran giurì riguardo alle attività mafiose. Il 2 maggio 1972, fu incriminato per evasione fiscale: in cambio di "pace sindacale", la Yankee Plastics Company di New York gli aveva ceduto 22.500 azioni del valore di 112.500 dollari, su cui Dellacroce non aveva pagato le imposte. Nel marzo 1973, fu riconosciuto colpevole di evasione fiscale e condannato a cinque anni di carcere e a una multa di 15.000 dollari.
Il 15 ottobre 1976 Carlo Gambino morì per cause naturali. Contrariamente alle previsioni, aveva designato come suo successore Paul Castellano, scavalcando Dellacroce. Gambino riteneva che la famiglia avrebbe tratto beneficio dall'approccio imprenditoriale di Castellano, più concentrato sugli affari "puliti". All’epoca, Dellacroce si trovava ancora in prigione per evasione fiscale e non poté opporsi alla successione. La nomina di Castellano fu ratificata in una riunione il 24 novembre, alla presenza dello stesso Dellacroce. Castellano gli permise di restare sottocapo, affidandogli la gestione diretta delle attività tradizionali della Cosa nostra statunitense, come estorsioni, rapine e usura. Sebbene Dellacroce avesse accettato l’accordo, questa decisione di fatto spaccò la famiglia Gambino in due fazioni rivali.
Nel 1979 Dellacroce e Anthony Plate furono arrestati con l’accusa di aver ucciso nel 1974 un allibratore di New York, Charles Calise, sospettato di essere un informatore. Durante il processo, Plate scomparve misteriosamente e il caso si concluse con un nulla di fatto.
Il 25 febbraio 1985 Dellacroce fu incriminato insieme ai capi delle altre Cinque Famiglie di New York nell’ambito del celebre Processo alla Commissione mafiosa. Il 28 marzo dello stesso anno, lui, suo figlio Armand e altri otto affiliati furono accusati di racket legato alle attività di due gruppi criminali attivi tra New York e Long Island.
Nel giugno 1985 una striscia satirica del fumetto Doonesbury, che lo raffigurava insieme a Frank Sinatra e lo indicava come l’assassino di Calise, spinse diversi giornali a rifiutarne la pubblicazione.
Il 1º luglio 1985, Dellacroce e gli altri boss mafiosi di New York si dichiararono non colpevoli di un secondo gruppo di accuse di racket nell’ambito dello stesso processo.

## Morte
Il 2 dicembre 1985 Aniello Dellacroce morì di cancro, all'età di 71 anni, presso il Mary Immaculate Hospital nel Queens.

## Conseguenze

### Paul Castellano e John Gotti
Dopo la morte di Dellacroce, nel dicembre 1985, Paul Castellano rivedette il suo piano di successione, nominando Thomas Bilotti come nuovo sottocapo e pianificando lo smantellamento della squadra di John Gotti. Offeso sia da questa decisione sia dal fatto che Castellano non si fosse nemmeno presentato alla veglia funebre di Dellacroce, Gotti decise di eliminare il boss.
Il 16 dicembre 1985, un incontro programmato tra Castellano e altri membri della famiglia Gambino al ristorante Sparks Steak House di Manhattan fu scelto da Gotti come l'occasione perfetta per l'attentato. Quella sera, quando Castellano e Bilotti arrivarono, furono colti di sorpresa e uccisi a colpi di pistola da sicari agli ordini di Gotti, che assistette all’esecuzione dall’interno della sua auto insieme a Sammy Gravano.

### Armand Dellacroce
Nell'aprile 1988 Armand Dellacroce, figlio di Aniello, morì mentre si nascondeva tra le montagne Pocono, in Pennsylvania. Condannato per racket e latitante dopo aver mancato l'udienza per la sentenza, Armand fu trovato morto per cirrosi epatica aggravata da un’overdose di cocaina.

## Nella cultura popolare
La figura di Aniello Dellacroce è stata più volte rappresentata sul piccolo e grande schermo:
- nell'adattamento televisivo Il giuramento di Diane (1994), fu interpretato da Peter Boretski
- in Gotti (1996), a vestire i panni di Dellacroce fu Anthony Quinn
- nel film per la TV Il boss dei boss (2001) lo impersonò Dayton Callie
- nel biopic Gotti - Il primo padrino (2018), diretto da Kevin Connolly, gli diede il volto Stacy Keach
- nella serie televisiva Kingpin (2018), Dellacroce è interpretato da Ralph Bracco